# Willie Bester
Willie Bester (Montagu, 1956) è uno scultore sudafricano, conosciuto per le sue installazioni con oggetti trovati.

## Biografia
Nato a Montagu, nella provincia di Cape Flats, Bester è costretto a trasferirsi in una township con la famiglia, dopo che l'area di Montagu viene identificata come adatta ai cittadini bianchi, dal Group Areas Act, durante l'apartheid. Costretto ad abbandonare gli studi all'età di dodici anni, comincia a lavorare per guadagnare soldi destinati alla famiglia. Viene spedito in un campo di lavoro a causa del suo impiego stagionale (gli veniva infatti imposto di occupare una posizione lavorativa per più di un anno) Bester comincia la sua carriera d'artista nel 1986, dopo aver frequentato dei corsi d'arte alla Community Art Cape Town.
Bester vive e lavora a Kuilsrivier, un quartiere di Città del Capo.

## Lavoro
L'arte socialmente influenzata di Willie Bester è conosciuta dal pubblico locale e da quello internazionale. Il suo interesse principale è quello di registrare, con le sue opere, gli avvenimenti storici in Sudafrica.
"La mia indagine ruota attorno alla difficoltà delle persone di abbandonare i loro vecchi sistemi di pensiero. Coloro che, prima, pensavano di essere superiori non sono davvero cambiati. Cerco nello studio della storia ciò che da il diritto alle persone di pensarla così. Cerco una soluzione, non per rammaricarmene, ma per raggiungere una consapevolezza."
La registrazione degli accadimenti in Sudafrica avviene, nel lavoro di Bester, sempre in termini visuali. Con approccio trasversale, Willie Bester tratta la città come si trattasse di un rinvenimento archeologico per costruire un collage storico attraverso l'utilizzo di tutti i tipi di strumenti.
Ad esempio, Bester ha trasformato la sua casa un'espressione artistica non censurabile. Dice, al riguardo:
"Riconsiderando i cliché quotidiani nel proprio paese, si può scoprire quell'energia allo stato grezzo e quella creatività che ha donato alla nostra terra e ai suoi abitanti il loro carattere unico "
Ad un'asta di Sotheby's, a Londra, è stata battuta una sua opera per £10 000.

## Mostre

### Personali (Selezione)
- 1982 Forum, Cavendish Square, Città del Capo, Sudafrica
- 1991 Gallery International, Città del Capo, Sudafrica
- 1992 Goodman Gallery, Johannesburg, Sudafrica
- 1993 Sud African Association of Art, Città del Capo, Sudafrica
- 1994 Goodman Gallery, Johannesburg, Sudafrica
- 1998 Emporain, Dakar, Senegal
- 1999 Opere Recenti, Studio d'Arte Raffaelli, Trento, Italia
- 1999 Archivio Della Scuola Romana, Introdotto da Achille Bonito Oliva, Roma, Italia
- 2000 Arte Assortite, Torino, Italia
- 2001 Centre D'Art Contemporain, Bruxelles, Belgio
- 2002 SASOL Museum, Stellenbosch, Sudafrica
- 2003 Association for Visual Arts, Città del Capo, Sudafrica
- 2005 34 LONG, Città del Capo, Sudafrica
- 2007 Montagu Museum, Montagu, Sudafrica
- 2008 Iziko Sud African National Gallery, Città del Capo, Sudafrica
- 2009 Goodman Gallery, Johannesburg, Sud Africa

### Collettive (Selezione)
- 1989 Baxter Gallery, Città del Capo, Sudafrica
- 1990 Gallery International, Città del Capo, Sudafrica
- 1991 Operation Hunger Exhibition, Città del Capo, Sudafrica
- 1991 - 1992 ZABALAZA FESTIVAL, Museum of Modern Art, Oxford, UK
- 1992 Primart Gallery, Città del Capo, Sudafrica
- 1993 Venice Biennale, INCROCI DEL SUD: An exhibition of works by 27 contemporary Sud African Artists, Venezia, Italia
- 1993 - 1994 INCROCI DEL SUD, Stedelijk Museum, Amsterdam, Paesi Bassi
- 1994 UN ART CONTEMPORIAN D'AFRIQUE DU SUD, Galerie De L'Esplanade, La Defence, Parigi, Francia
- 1995 DIALOGUES OF PEACE, Exhibition for the UN's 50th Anniversary, Palaise Des Nations, Ginevra, Svizzera
- 1996 Basel Art Fair, Basilea, Svizzera
- 1996 Contemporary Art from South Africa, Haus der Kulturen der Welt, Berlino, Germania
- 1997 Galleria d'Art Moderna e Contemporanea di San Marino, San Marino
- 1998 Biennale de l'Art Contemporian, Dakar, Senegal
- 1999 Claiming Art Reclaiming Space, National Museum of African Art, Washington DC., USA
- 2000 Aldrich Museum of Contemporary Art, New York, USA
- 2001 Barcelona Contemporary Cultural Center, Spagna
- 2002 Passport to Sud Africa, Centro Culturale "Trevi", Bolzano, Italia
- 2003 Suidoos Festival, Peninsula Technikon 'Coexistence- Contemporary Cultural Production in Sud African' Rose Art Museum, USA
- 2004 Africa Remix, Düsseldorf, Germania
- 2005 Londra, Hayward Gallery, UK
- 2006 Tokyo, Mori Art Museum, Giappone
- 2007 Rocca di Castagnoli, Biennale Internazionale d'arte Italia
- 2009 34 LONG FINE ART, Città del Capo, Sudafrica